# Helena Beat
«Helena Beat» — песня американской инди-рок-группы Foster the People. Это заглавная композиция на их дебютном студийном альбома Torches, а также второй сингл с него. Песня впервые была проиграна на радиостанции 26 июля 2011 года, в Великобритании песня была представлена на радио 5 сентября 2011 года. 10 августа 2011 года DJ радиостанции BBC Radio 1 Грег Джеймс выбрал песню в качестве своей «Пластинки недели».

## Список композиций
| №  | Название      | Длительность |
| -- | ------------- | ------------ |
| 1. | «Helena Beat» | 4:36         |

## Участники записи
- Марк Фостер — вокал, гитара, синтезатор, перкуссия, музыкальное программирование
- Марк Понтиус — ударные и дополнительная перкуссия
- Кабби Финк — бас
- Грег Кёрстин — синтезатор, музыкальное программирование

## Позиции в чартах
| Чарт (2011–12)                               | Высшая позиция |
| -------------------------------------------- | -------------- |
| Australia (ARIA)                             | 74             |
| Канада (Billboard Canadian Hot 100)          | 70             |
| Канада (Billboard Rock)                      | 12             |
| Mexico Ingles (Billboard)                    | 35             |
| США (Billboard Bubbling Under Hot 100)       | 21             |
| США (Billboard Alternative Airplay)          | 9              |
| США (Billboard Hot Rock & Alternative Songs) | 15             |

| Чарт (2011)          | Высшая позиция |
| -------------------- | -------------- |
| US Alternative Songs | 39             |
| Чарт (2012)          | Высшая позиция |
| US Hot Rock Songs    | 97             |

## Сертификации
| Регион | Сертификация | Продажи |
| --- | ------------ | ------- |
| Канада (Music Canada) | Золотой      | 40 000* |
| * Данные о продажах приведены только на основе сертификации. ^ Данные о тиражах приведены только на основе сертификации. |              |         |

## История выпуска
| Страна            | Дата            | Формат                 |
| ----------------- | --------------- | ---------------------- |
| Соединённые Штаты | 26 июля 2011    | Альтернативное радио   |
| Великобритания    | 24 августа 2011 | Contemporary hit radio |